# Fakultet vizuelnih umjetnosti Univerziteta Mediteran
Fakultet vizuelnih umjetnosti je dio Univerziteta Mediteran, prvog privatnog univerziteta u Crnoj Gori.Na fakultetu studenti mogu da odaberu dva usmjerenja:
- Dizajn vizuelnih komunikacija.[1]
- Audiovizuelna produkcija.[2]

Takođe, nakon osnovnih studija studenti imaju mogućnost pohađanja specijalističkih i magistarskih studija. Praktičnu obuku studenti obavljaju u televiziji Atlas. Svake godine fakultet organizuje izložbe studentskih radova iz oblasti: fotografija, web, video i multimedija.
FVU sarađuje sa fakultetima u okruženju, a kao rezultat te saradnje u Mostaru na Univerzitetu Džemal Bjedić 15.09.2009 je organizovana izložba "FVU Poligraf '09"

## Spoljašnje veze
- Fakultet za vizuelne umjetnosti